# Émile Idiers
Émile Idiers, né le 27 octobre 1830 à Bruxelles et mort en 1911, est un homme politique belge. Il fit partie du premier conseil communal d'Auderghem autonome en 1863. Il revêtit la charge d'échevin, de 1866 à 1872, et fut encore réélu conseiller communal à plusieurs reprises par la suite. 
Il était fabricant-teinturier d'indiennes, sa fabrique étant située le long de la Woluwe, à petite distance de sa maison bourgeoise dont l'entrée s'ouvrait sur la chaussée de Wavre et la façade arrière touchait à l'actuelle rue du Vieux Moulin. 
Une de ses filles, Alix Idiers (1878-1911), épousa en 1899 le célèbre égyptologue Jean Capart. 
Émile Idiers mourut en 1911. Depuis le 19 décembre 1925 la rue Émile Idiers à Auderghem porte son nom.